# عملة الدولارين النيوزيلندية
عملة نيوزيلندا من فئة الدولارين هي العملة الأكبر قيمة من بين عملات الدولار النيوزيلندي. قُدمت مع عملة الدولار الواحد في عام 1990. فكلاهما مصنوع من سبيكة من الألومنيوم والنحاس. وهي أكبر وأثقل عملة معدنية متداولة إذ تزن عشرة غرامات ويبلغ قطرها 26.5 ملم. وسمكها 2.7 مم فقط أرق بمقدار 0.4 ملم من عملة الدولار الواحد، وعلى هذا فهي ثاني أكثر العملات سمكًا في التداول في البلاد. كلا من العملات المعدنية بقيمة 1 دولار و2 دولار هي ذهبية اللون وطلبات الحصول على الكوها "هدية" أو التبرع أو رسوم الدخول تقول أحيانًا عملة ذهبية من فضلك.

## التاريخ
استخدمت الورقة النقدية بقيمة دولارين في نيوزيلندا منذ بداية استخدام الدولار في عام 1967 حتى عام 1991 عندما أصبحت العملات المعدنية متداولة على نطاق واسع.
طرحت الأفكار الأصلية المقترحة لإنتاج عملات معدنية بقيمة دولار واحد ودولارين في عام 1986 بسبب التضخم المستمر الذي أدى إلى انخفاض قيمة الدولار والذي من شأنه أن يتسبب في إلغاء العملات المعدنية بقيمة سنت واحد واثنين سنت في عام 1988. ومنذ عامها الأول وحتى عام 1998 ظهرت على وجه العملة صورة الملكة إليزابيث الثانية للفنان البريطاني الفلسطيني رافائيل مخلوف. حيث كان النص الموجود على يسار الصورة هو إليزابيث الثانية ونيوزيلندا على اليمين والتاريخ في الأسفل.
ثم استبدلت الشخصية في عام 1999 بلوحة رسمها إيان رانك-برودلي والتي أدخلت على عملات الجنيه الإسترليني في عام 1998. ولقد أدى ذلك إلى عكس موضع الكتابة ونقل اسم الملكة إلى اليمين واسم الدولة إلى اليسار.
يظهر على ظهر العملة مالك الحزين الأبيض والبلشون الأبيض الشرقي الكبير (أرديا ألبا موديتا) (بالماوري: كوتوكو). حيث يعتبر طائر البلشون الأبيض مقدسًا لدى شعب الماوري في نيوزيلندا وهو معرض للخطر بدرجة كبيرة داخل البلاد، حيث يُرى أحيانًا في مناطق التغذية في جميع أنحاء نيوزيلندا ولكنه يتكاثر فقط في واتاروا بجنوب غرب نيوزيلندا في محمية وايتانجيروتو الطبيعية بالقرب من بحيرة أوكاريتو ذلك حيث يتغذى.
يستمر هذا الموضوع حول الطيور بين عملات الدولار، حيث تحمل العملة المعدنية بقيمة دولار واحد طائر الكيوي وهو طائر فريد من نوعه في نيوزيلندا على ظهرها. الحافة مضلعة بالكامل وهي فريدة من نوعها بين العملات الحالية في نيوزيلندا.
سُحبت عملة نيوزيلندا من فئة إثنان دولار لعام 1997 بسرعة ودُمرت بسبب خطأ أدى إلى رفض آلات البيع وأجهزة عدادات مواقف السيارات لها. وكان السبب في ذلك أن التركيب المعدني للعملة كان مختلف قليلاً عن السنوات السابقة مما يعني أن موصلية عملة عام 1997 كانت غير منتظمة. ونظراً لأن معظم آليات العملة المعدنية تستخدم الموصلية للتحقق من صحة العملة المعدنية فقد أدى هذا التناقض إلى رفض واسع النطاق للعملة المعدنية.

## أرقام سك العملة
| السنة   | سك النقود   |
| ------- | ----------- |
| 1990    | 30,000,000  |
| 1991    | 10,000,000  |
| 1997    | مليون       |
| 1998    | 6,000,000   |
| 1999    | 5,050,000   |
| 2001    | 3,000,000   |
| 2002    | 6,000,000   |
| 2003    | 6,000,000   |
| 2005    | 5,000,000   |
| 2008    | 8,000,000   |
| 2011    | 8,000,000   |
| 2014    | 7,000,000   |
| 2015    | 3,000,000   |
| 2016    | 3,000,000   |
| 2019    | 12,200,000  |
| 2020    | 5,900,000   |
| 2022    | 8,000,000   |
| المجموع | 127,150,000 |

القيمة الإجمالية: 254,300,000 دولار.

## المستقبل
بعد وفاة الملكة إليزابيث الثانية في سبتمبر 2022 قال بنك الاحتياطي إنه سوف يستنفذ مخزوناته الحالية من العملات المعدنية قبل طرح عملات معدنية جديدة تحمل صورة الملك تشارلز الثالث. وبناءً على مستويات المخزون الحالية فمن المرجح أن يستغرق الأمر عدة سنوات.

## روابط خارجية
- عملات من نيوزيلندا / نوع العملة: دولارين – نادي العملات على الإنترنت